# Da Vinci farkasai 1. önálló gépesített zászlóalj

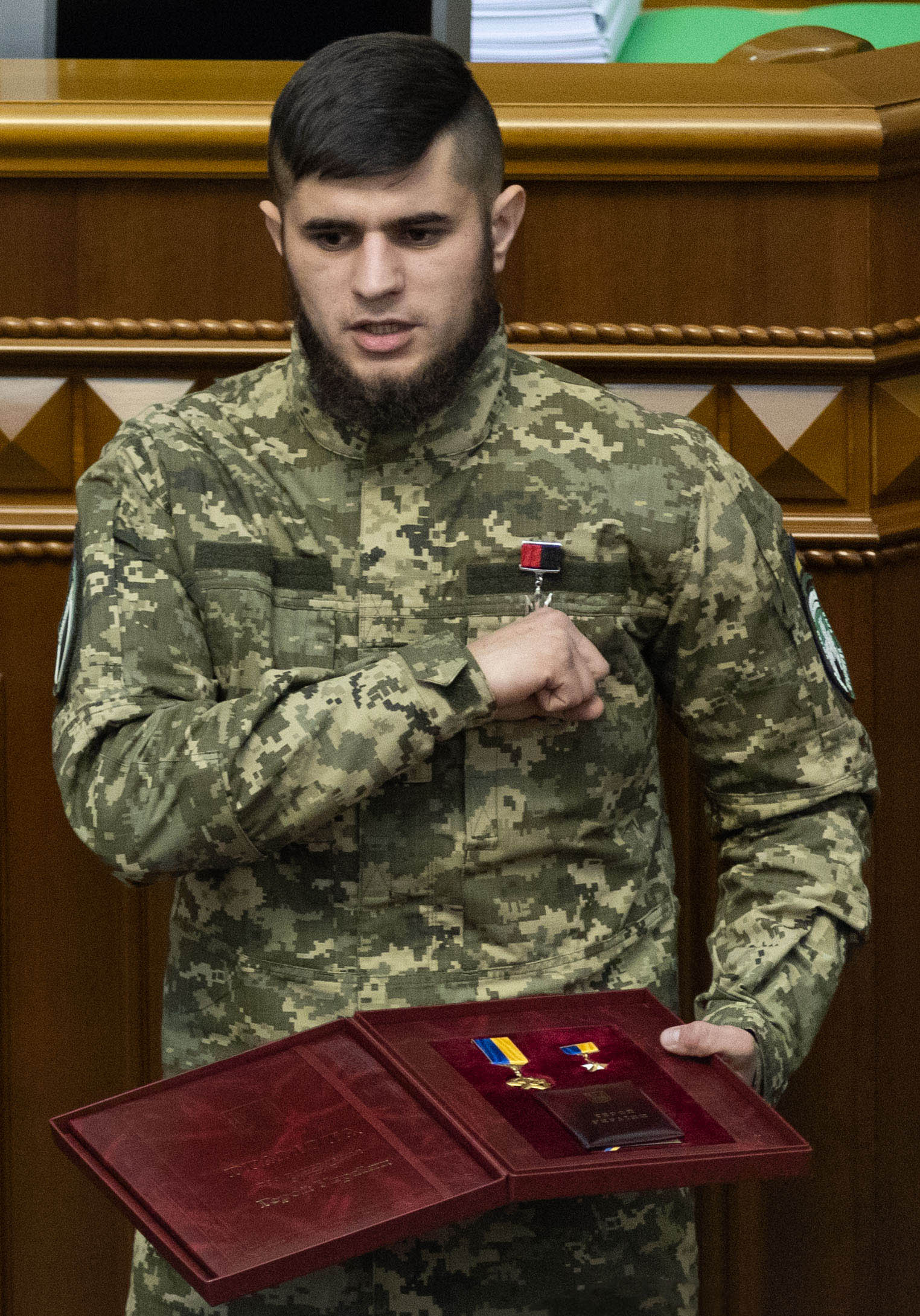
Dmitro Kucjubajlo (Da Vinci), a zászlóalj parancsnoka 2016–2023 között

A Da Vinci farkasai 1. önálló gépesített zászlóalj (ukránul: 1-й окремий механізований батальйон «Вовки Да Вінчі», magyar átírásban: persij okremij mehanyizovanij bataljon Vovki Da Vnci) az Ukrán Szárazföldi Erők katonai alakulata, amely a 63. önálló gépesített dandár alárendeltségébe tartozik. Bázisa a Donecki területen, Avgyijivkában található.

## Története
Az alakulat 2014. január 20-án, a kelet-ukrajnai orosz agresszió idején jött létre mint a Jobboldali Szektor Önkéntes Ukrán Alakulat 5. zászlóaljának 1. rohamszázada. Az alakulat létrehozása óta a kelet-ukrajnai háborús zónában tartózkodik.
2016. március 17-én a Da Vinci néven ismert Dmitro Kocjubajlót nevezték ki az alakulat parancsnokává, aki a kelet-ukrajnai hadszíntéren tanúsított helytállásáért 2021. november 30-án Volodimir Zelenszkij elnöktől megkapta az Ukrajna hőse kitüntetést.
2022-ben az addig század szintű alakulatot zászlóalj nagyságúra bővítették. Ezzel egyidőben a Jobboldali Szektor Önkéntes Ukrán Alakulat egységeiből létrehozták az Ukrán Fegyveres Erők Szárazföldi Erőinek alárendeltségében Dnyipro központtal a 67. önálló gépesített dandárt, ezzel a Da Vinci zászlóalj is betagozódott az ukrán hadsereg szervezetébe.
Az Ukrajna elleni 2022-es orosz invázió kezdete óta a zászlóalj részt vett a Zaporizzsjai területen folyó harcokban, a kijevi csatában, a herszoni csatában, a Krivij Rihnél és Bilohorivkánál zajló harcokban, valamint a harkivi ellentámadásban.
Dmitro Kucjubajlo (Da Vinci), a zászlóalj parancsnoka 2023. március 7-én Bahmut védelménél elesett.
A zászlóalj parancsnoka 2023. március 7-től Jurij Kapusztyak.

## Szervezete
A zászlóalj szervezete 2022-től:
- Honor század
- Dike pole (Vad mezők) század
- Ulf egészségügyi szolgálat

## További információ
- Da Vinci Wolves, MilitaryLand.com